# Sân bay quốc tế Kota Kinabalu
Sân bay quốc tế Kota Kinabalu (KKIA) (IATA: BKI, ICAO: WBKK) cách thành phố Kota Kinabalu, thủ phủ của bang Sabah Malaysia 8 km. Đây là sân bay bận rộn thứ 2 ở Malaysia sau Sân bay quốc tế Kuala Lumpur với khoảng 4 triệu khách mỗi năm. Đây là cửa ngõ vào bang Sabah. Lưu trữ ngày 16 tháng 5 năm 2010 tại Wayback Machine Năm 2006, khoảng 2 triệu khách du lịch thăm Sabah, và theo dự đoán năm 2007 số khách du lịch sẽ vượt con số 2,5 triệu.

## Hiện nay
Giữa năm 2005, chính phủ Malaysia đã phê duyệt một dự án nâng cấp và mở rộng sân bay này trị giá 1,2 tỷ RM để kéo dài đường băng từ 2988 m lên 3780 và diện tích nhà ga từ 34.000 m2 lên 87.000 m2 và sân bay này sẽ lớn thứ 2 tại Malaysia với tổng công suất 10 triệu khách mỗi năm. Nhà ga mới có thể phục vụ 5 chiếc Boeing 747, 2 chiếc Airbus A330, 10 chiếc Boeing 737, ba chiếc Fokker 50 và 3 chiếc Dornier cùng một lúc. Dự án nâng cấp này hoàn thành giữa năm 2009. Khi hoàn thành, sân bay này có thể đón nhận Airbus A380. Nhà ga (Terminal) số 2 là nhà ga đầu tiên hiện đang được hãng  AirAsia và các hãng khu vực khác sử dụng. Hiện nhà ga này đang được nâng cấp để thành nhà ga hàng không giá rẻ thứ hai Mã Lai, sau nhà ga tương tự ở sân bay quốc tế Kuala Lumpur. Nhà ga này hiện có công suất 2,5 triệu khách/năm Nhà ga số 2 mới đã được mở cửa ngày 1/1/2007 cùng với chương trình Visit Malaysia Year 2007. Nhà ga này có 26 quầy làm thủ tục cho các chuyến bay quốc tế và nội địa và 6 điểm đậu cho các loại tàu bay B737 and A320 và 7 máy chiếu tia X quang, một phòng VIP và 13 quầy cho dân di cư. Hãng AirAsia sẽ có các chuyến bay đến Thâm Quyến, Hạ Môn,  Hồng Kông, Việt Nam và Indonesia.

## Các hãng hàng không và các điểm đến
Nhà ga Terminal 1
- Asiana Airlines (Seoul-Incheon)
- Domodedovo Airlines thuê bao
- Far Eastern Air Transport (Taipei-Taiwan Taoyuan)
- Korean Air (Seoul-Incheon) Seasonal
- Layang Layang Aerospace Regional
- Malaysia Airlines (Kuala Lumpur, Kuching, Labuan, Miri, Sandakan, Tawau, Bandar Seri Begawan, Cebu, Shanghai, Changsha, Guangzhou, Kaoshiung,  Hong Kong, Manila, Seoul Incheon, Singapore, Taipei-Taoyuan)
  - MASwings (Bintulu, Kuching, Kudat, Lahad Datu, Lawas, Limbang, Miri, Mulu, Sandakan, Sibu, Tawau)
- Shenzhen Airlines (Shenzhen)
- Royal Brunei (Bandar Seri )Begawan)
- Sabah Air (khu vực)

Nhà ga Terminal 2
- AirAsia (Kuala Lumpur, Johor Bahru, Kuching, Manila-Clark, Miri, Penang, Sandakan, Tawau, Macau)
  - Thai AirAsia (Bangkok)
  - Indonesia AirAsia (Bali [từ 02.05.08], Jakarta 29.04.08])
- Sabah Air (Labuan)
- Transmile Air Services (Cargo)

## Các hãng đã hoạt động ở đây
- China Northern Airlines (đã sáp nhập vào China Southern Airlines)
- Cathay Pacific ( Dragonair dừng hoạt động )
- EVA Air
  - Uni Air
- Far Eastern Air Transport (FAT)
- Philippine Airlines
- Qantas
  - Australian Airlines (Dừng hoạt động từ Tháng 6 năm 2006)
- South East Asian Airlines
- Singapore Airlines (Chia chỗ với công ty con Silkair.)